# Театральні Вісті
«Театральні Вісті» — тижневик Українського Театрального Організаційного Комітету, виходив у Києві 1917 року (з квітня по жовтень); відповідальний секретар — Лесь Курбас. У журналі серед іншого були друковані статті Леся Курбаса і його переклади з Готгольда Лессінґа («Трагедія актора»), театральні афоризми Оскара Вайлда, «Драма і сцена» Р. Блімпера та ін.